# Seiersberg-Pirka
Seiersberg-Pirka je obec v okrese Štýrský Hradec-okolí ve Štýrsku, Rakousko. Má přibližně 11 tisíc obyvatel a rozlohu 17,3 km². Starostou je k roku 2025 Werner Baumann.
Vznikla v roce 2015 sloučením obcí Seiersberg a Pirka.
Na severu hraničí se Štýrským Hradcem.